# The Secret of the Telegian
The Secret of the Telegian (電送人間 'Densō Ningen'?) (tdl. ‘El hombre transmitido eléctricamente’) es una película japonesa de los géneros de  tokusatsu, ciencia ficción-terror y misterio de 1960. Producida por la Toho Company, Ltd., la película fue dirigida por Jun Fukuda y escrita por Shinichi Sekizawa, con efectos especiales a manos de Eiji Tsuburaya.  Herts-Lion International Corp. adquirió los derechos de la película para el hemisferio occidental en enero de 1964 y planeó estrenarla en los Estados Unidos. Este proyecto de estreno en los Estados Unidos fue abortado, y la película fue posteriormente sindicada para la televisión con el título actual, que traduce al español El secreto del Telegiano. Aparte de ser en blanco y negro, las copias para televisión eran idénticas a la versión internacional en inglés sin cortes de Toho, con todo y su doblaje.

## Trama
En la "caverna de los horrores" de un parque de diversiones, un hombre es apuñalado a muerte y su asesino deja una nota pidiéndole a la víctima que se reúna con ellos en ese sitio y un trozo de cable de transistor Cryotron tras una placa de identificación chapada en oro. Un reportero de nombre Kirioka, junto con su amigo de la infancia el detective Kobayashi y la policía comandada por el capitán Onosaki empiezan a investigar. Descubren pistas que les llevan a un club nocturno de temática militar llamado Military-Land Cabaret y a su sospechoso dueño, Onishi.
Kirioka, Kobayashi y Onosaki eventualmente descubren que 14 años atrás, Onishi, la víctima, el agente de inteligencia Takashi y el capataz de Construction Corp. Taki habían sido soldados asignados a la protección de experimentos ultrasecretos a manos del científico/ingeniero eléctrico Dr. Kajuro Nikki para la creación de armamentos electrónicos. Sin embargo, en vez de protegerlo los cuatro utilizaron al científico para el transporte de oro robado. Se les oponía el cabo Tsudo, quien insistía en que el oro pertenecía a los japoneses, pero Onishi y sus camaradas al parecer asesinaron tanto a Tsudo como al Dr. Nikki. Escondieron los cuerpos y el oro en una cueva, de la que apenas si lograron escapar cuando fue destruida por dinamita. Cuando los cuatro regresaron al lugar un año después, descubrieron que tanto los cadáveres como el oro habían desaparecido.
En realidad, Tsudo y Nikki se escondieron y empezaron a vivir recluidos en una remota granja. Con el paso de los años, el científico perfeccionó un dispositivo de teletransportación capaz de mover materia de un lugar a otro en cuestión de segundos. Sin que Nikki lo supiera, Tsudo, lleno de odio, empezó a usar la máquina para eludir a la policía mientras buscaba venganza contra quienes intentaron matarle usando las placas de identificación como sentencia de muerte, enviando a sus víctimas una cinta de audio o una nota describiendo sus intenciones atravesada por una bayoneta
Kirioka, Kobayashi y Onosaki logran rastrear a Tsudo hasta su granja, pero no logran demostrar que sea el asesino, a pesar de encontrar a Nikki y sus máquinas. Simultáneamente, Taki es asesinado mientras está bajo custodia policial, en tanto que Onishi se oculta en una remota aldea costera. No obstante, Tsudo sabía que iría allí y le envía un transmisor para que poder asesinarlo. La policía lo persigue, pero Tsudo saca de su ropa un transmisor oculto y empieza a teletransportarse, justo cuando una serie de temblores dañan el receptor y hacen que Tsudo se disuelva en el aire.

## Reparto
- Kōji Tsuruta como Kirioka
- Yumi Shirakawa como Akiko
- Yoshio Tsuchiya como Capitán Onosaki
- Tadao Nakamaru como Cabo Tsudo/Goro Nakamoto
- Akihiko Hirata como Detective Kobayashi
- Seizaburou Kawazu como Onishi
- Yoshifumi Tajima como Takashi
- Eisei Amamoto como Nikki
- Ren Yamamoto[1]

## Estreno
The Secret of the Telegian fue estrenada en Japón el 10 de abril de 1960, en color y TohoScope. La película fue lanzada con subtítulos en inglés por Toho International, y los derechos teatrales norteamericanos fueron comprados por la Herts-Lion International, que luego habrían de lanzar la película directamente a la televisión estadounidense en pan-and-scan y en blanco y negro. La película se proyectó en Los Ángeles en una proyección comercial el 21 de julio de 1961.

## Recepción
Una secuela de The Secret of the Telegian titulada Transparent Man Against Flame Man (El hombre transparente contra el hombre de llamas) fue escrita unos cinco años después de su estreno con Fukuda como coguionista. Según Fukuda el guion nunca se desarrolló, ya que Toho no encontró la película original tan exitosa como hubiesen querido.